# Synaphea canaliculata
Synaphea canaliculata är en tvåhjärtbladig växtart som beskrevs av Alexander Segger George. Synaphea canaliculata ingår i släktet Synaphea och familjen Proteaceae. Inga underarter finns listade i Catalogue of Life.